# Спільнобачення
Спільнобачення або Spilno.tv — у минулому некомерційне громадське інтернет-телебачення, започатковане українським журналістами та громадськими активістами в травні 2013. У період Євромайдану вело постійні прямі трансляції (стрими) з Грушевського та інших епіцентрів Революції гідності.
Відмінною рисою Спільнобачення стало створення прямих трансляцій з місця подій без монтажу з використанням побутових технічних засобів, таких як планшети, смартфони тощо.

## Історія створення
Починаючи з 2 травня 2013, команда з кількох десятків громадян із різних регіонів України разом розробили основні організаційні, юридичні, фінансові, медійні, технологічні засади Громадського інтернет-телебачення у вигляді загального проєкту, який було презентовано громадськості 28 травня 2013.
Spilno.TV було започатковано у травні 2013 року в складі ГО Спільнобачення. Вийшло в ефір у листопаді того ж року. Під час активних подій на Євромайдані (Київ, листопад 2013-лютий 2014), завдяки Spilno.TV весь світ мав можливість дивитися щоденні прямі трансляції (стрими) народного протесту — Революції Гідності.
Активісти-стримери — Галина Садомцева, Богдана Бабич, Лідія Гужва, Янек Фількевич, Антон Бережний, Анатолій Лазаренко, які перебували на передовій у самому епіцентрі революції, отримали поранення під час бойових дій 19 січня 2014 року на вулиці Грушевського.
Матеріали ГО Спільнобачення було використано для документально фільму "Зима у вогні" (2015) режисера Євгена Афінєєвського (США) та багатьох інших документальних фільмів про події на Майдані в 2013-2014.
У травні 2014 відбувся поділ каналу на 2 ресурси: Спільнобачення (в складі ГО Спільнобачення) і Spilno.TV в складі новоствореної громадської організації.
Починаючи з весни 2014 року стримери Spilno.TV висвітлювали російську інтервенцію до Криму, перебіг антитерористичної операції на сході України 2014
Ініціатори сподіваються, що до втілення Спільнобачення в життя долучаться всі небайдужі громадяни України, незалежно від віку та статку. ГО Спільнобачення зосередилось на висвітленні культурно-мистецьких подій.

## Візія
Основна мета — сприяти прогресу України через поширення правдивої інформації за допомогою мультимедійних платформ, вільних від ідеологічних, політичних та ринкових впливів. Кінцева мета — трансформація країни та розбудова нової України, підґрунтям якої стане активна громадянська позиція більшості її мешканців.
Проєкт підтримується громадянами України, твориться професійними журналістами та волонтерами на громадських засадах, в якому мають голос експерти і громадяни, а не політики і можновладці.
Спільнобачення має метою розвиток людини, твориться громадянами для громадян та претендує на подачу правдивої, об'єктивної, відповідальної та актуальної інформації.

## Формат
Характеризується нелінійністю (одночасною трансляцією кількох телепередач та відеоархівом цих передач), високим ступенем інтерактивності (до 80 % програм), поєднанням професійного та аматорського контентів, мультимедійністю трансляції (відео, графіка, текст), наявністю активного зворотнього зв'язку та постійного діалогу з глядачами з питань суспільного життя. Саме тому Спільнобачення сприяє підвищенню та активізації громадянської позиції українського суспільства.

## Фінансування
Spilno.TV існує на приватні пожертви громадян та за рахунок фіксованих членських внесків його партнерів, добровільних пожертв в грошовому і речовому вигляді та абонентської платні користувачів.
Фінансування Спільнобачення великою кількістю громадян — один із чинників мінімізації ризику привласнення ресурсу будь-ким.

## Структура управління
Засновником Спільнобачення є Громадська організація «Спільнобачення». Вищим органом управління Спільнобаченням є Конгрес партнерів. Кожний громадянин України має право і можливість стати повноправним Партнером Спільнобачення та брати участь у Конгресі партнерів.
Контроль здійснює Наглядова рада і Ревізійна комісія, обрані за змішаним принципом — для мінімізації ризиків привласнення ресурсу будь-ким. Органи контролю Спільнобаченням працюють за принципом ротації: вибори відбуваються кожного року, одна особа не може входити до складу різних органів управління та обіймати посаду більш ніж два строки поспіль.
Кожний з партнерів Спільнобачення має на Конгресі партнерів один голос, незалежно від суми здійснених ним добровільних пожертв.

## Команда
Всього за час існування до команди Spilno.TV долучалося близько 100 волонтерів. Серед них:
- Галина Садомцева (Набаранчук) — журналістка, продюсерка
- Ліна Клєбанова (Хейфман) — журналістка, продюсерка
- Світлана Тараненко — журналістка, громадська діячка, перша Голова Ради ГО Спільнобачення, співзасновниця ГО Спільнобачення
- Інна Гончарова (Харкевич-Гончарова) — журналістка, акторка, режисерка, Голова Ради ГО Спільнобачення, співзасновниця ГО Спільнобачення
- Віктор Кожевніков — журналіст, актор
- Сергій Антоненко — журналіст, член клубу футурологів
- Богдана Бабич — журналіст, стример, співзасновник громадського об'єднання «Спільнобачення», голова громадського об'єднання Spilno.TV, герой документального фільму «Стримери»[1]
- Юрій Федоренко — журналіст, маркетолог
- Ирина Хованська — журналіст, екстелеведуча Першого Національного телеканалу
- Олександра Толмачова — журналістка, маркетологиня
- Ірина Сінчалова — бізнес-тренер, психологиня
- Едуард Курганський — підприємець
- Леонард Левицький — журналіст, політолог
- Тимур Бедернічек — журналіст, еколог
- Антон Бережний — журналіст
- Олег Богачук — журналіст
- Олександр Рябцев — журналіст
- Олександр Ребров — журналіст
- Валерій Дротенко — журналіст, перекладач, програміст
- Дмитро Левицький — журналіст
- Дмитро Возний — журналіст
- Наталія Волкова — режисер
- Лідія Гужва — журналіст, режисер, кінопродюсер, співзасновник громадського об'єднання «Асоціація стримерів України», висвітлювала російську інтервенцію до Криму в лютому — квітні 2014, перебіг антитерористичної операції на сході України 2014, зокрема вела в прямому ефірі трансляцію під час звільнення Маріуполя спецбатальйоном «Азов»
- Олександр Дудка-Булига — журналіст, член клубу футурологів
- Віктор Давидюк — технік
- Тетяна Деркач — журналіст, телеведуча, дизайнер
- Рустам Дніпровський — технік
- Сергій Дрозд — журналіст стример Spilno.TV, висвітлював діяльність «чорних чоловічків» під час утворення батальйону «Азов»
- Поліна Запольська — режисер
- Тімур Ібраімов — журналіст, актор, театральній продюсер, один з засновників театральної премії Ки́ївська пектораль
- Олександр Кажурін — журналіст
- Сергій Калина — журналіст
- Володимир Карагуяр — журналіст
- Віталій Кулик — журналіст, політолог, член клубу футурологів
- Михайло Коротін — медіаактивіст, член клубу футурологів
- Анатолій Лазаренко — журналіст
- Марат Малієв — медіа-активіст
- Кирило Мамай — технік
- Софія Мартиненко — журналіст
- Олексій Півторак — журналіст, політолог
- Максим Прасолов — медіа-активіст
- Олександр Пятін — технік
- Денис Пікуля — технік
- Борис Пошивак — журналіст
- Олександр Ротман — журналіст, координатор стримів, голова громадського об'єднання «Асоціація стримерів України»
- Дарій Сімо — журналіст
- Анатолій Солодкий — журналіст, політолог, керівник антикорупційних відділів Spilno.TV, та ГО «Асоціація стримерів України», член клубу футурологів
- Алекс Стет — журналіст
- Янек Фількевич — журналіст
- Ольга Шатна — журналіст, герой документального фільму «Стримери» [Архівовано 14 грудня 2015 у Wayback Machine.]
- Надія Шевченко — журналіст
- Андрій Шульгін — технік

## Регіональні представники
- Ольга Андрійчук (Львів)
- Генадій Москаленко (Одеса)

## Споріднені проекти
- Спільнобачення-ІноЗМІ[2]